# Louis Hyacinthe Boivin
Pour les articles homonymes, voir Louis Boivin et Boivin.
Louis Hyacinthe Boivin est un botaniste français né le 27 août 1808 à Compiègne et mort le 7 décembre 1852 à Brest. Il est surtout connu pour la mission d'exploration qu'il effectua pour le compte du Muséum national d'histoire naturelle dans le sud-ouest de l'océan Indien à compter de 1847. Plusieurs espèces lui ont été dédiées, par exemple Psiadia boivinii, une espèce de plante endémique de l'île de La Réunion, et Blaesodactylus boivini, une espèce de lézard endémique de Madagascar. Le genre de plantes Bivinia lui est également dédié.